# Festival Internacional de Cinema de Brasília
O Festival Internacional de Cinema de Brasília (FIC Brasília) é um festival de cinema do Brasil realizado desde 1999. É o maior evento internacional da região. Tem como objetivo valorizar os novos diretores, independentemente de seu país de origem. Consequentemente, apresenta apenas as primeiras obras realizadas pelos produtores.

## Histórico
O FIC Brasília abrange produções do cinema mundial. Em suas edições, promove debates sobre temas abordados nos filmes em exibição. Entre seus participantes, recepcionou os atores Morgan Freeman e Bill Pullman e os diretores Lucas Modisoon e Todd Solondz, dentre outros.
Em 2008, a edição do FIC Brasília reuniu um público participante de 18.000 pessoas e mais de uma centena de filmes foram exibidos.
Em 2020, a sétima edição do festival foi realizado virtualmente em decorrência da pandemia de COVID-19.